# HMS Worcester (1769)
Pour les autres navires du même nom, voir HMS Worcester.
Le HMS Worcester était un navire de ligne de troisième rang de classe Worcester portant 64 canons. Il appartenait à la Royal Navy et fut lancé le 17 octobre 1769 à Portsmouth.

## Histoire
En 1783, il a participé à la 3e bataille pour Gondelour et en 1805, il faisait partie de la flotte de l'amiral de Robert Calder à la bataille du cap Finisterre. 
Le Worcester fut démantelé en 1816 à Deptford Dockyard.
Il est notamment connu comme l'un des navires sur lequel Horatio Nelson a navigué.